# Sabrina Bryan
Reba Sabrina Hinojos, più nota col nome Sabrina Bryan (Yorba Linda, 16 settembre 1984), è una ballerina, attrice e cantante statunitense.
Fa parte del gruppo The Cheetah Girls e ha recitato nel film Disney per la televisione Una canzone per le Cheetah Girls, Cheetah Girls 2 e The Cheetah Girls: One World.

## Biografia

### Carriera
Sabrina nel 2007 ha partecipato insieme a Mark Ballas al programma televisivo Dancing With The Stars (formato importato in Italia con il nome di Ballando con le stelle) arrivando fino alla sesta settimana venendo poi eliminati.

### The Cheetah Girls
A seguito del successo del film Una canzone per le Cheetah Girls, assieme a Adrienne Bailon, Kiely Williams e Raven-Symoné, fa parte del gruppo The Cheetah Girls. Nel 2005 esce il loro album Cheetah-licious Christmas. Sono andate in tour per promuovere l'album e simultaneamente anche il film. 
Dopo la pubblicazione del seguito, anch'esso un film per la televisione, Cheetah Girls 2, il gruppo fa un altro tour per promuovere la colonna sonora, The Party's Just Begun. 
Un nuovo album, dal titolo TCG, è stato pubblicato nel 2008. È l'ultimo album pubblicato dal gruppo, che si è sciolto dopo il tour legato all'album, alla fine del 2008.
Le tre cantanti hanno girato anche il terzo film della serie, The Cheetah Girls: One World. Trasmesso nel 2008, è stato il film con meno ascolti della serie.
Adrienne, Sabrina e Kiely sono apparse assieme a Chris Brown in una puntata della terza stagione del telefilm Zack e Cody al Grand Hotel (la puntata Fuga dalla Suite 2330).

## Filmografia

### Cinema
- Matilda 6 mitica (Matilda), regia di Danny DeVito (1996)
- R.L. Stine: I racconti del brivido - Fantasmagoriche avventure (Mostly Ghostly: Who Let the Ghosts Out?), regia di Rich Correll (2008)

### Televisione
- Mamma Natale (Mrs. Santa Claus), regia di Terry Hughes – film TV (1996)
- I Finnerty (Grounded for Life) – serie TV, episodio 1x12 (2001)
- La maglia magica (The Jersey) – serie TV, episodio 2x16 (2001)
- Geena Davis Show (The Geena Davis Show) – serie TV, episodio 1x17 (2001)
- Beautiful (The Bold and the Beautiful) – soap opera, 7 episodi (2002)
- Una canzone per le Cheetah Girls (The Cheetah Girls), regia di Oz Scott – film TV (2003)
- Cheetah Girls 2 (The Cheetah Girls 2), regia di Kenny Ortega – film TV (2006)
- Disney Channel Games – speciale TV (2007)
- Zack e Cody al Grand Hotel (The Suite Life of Zack & Cody) – serie TV, episodio 3x20 (2008)
- Studio DC: Almost Live – speciale TV (2008)
- Cheetah Girls - Un solo mondo (Cheetah Girls: One World), regia di Paul Hoen – film TV (2008)
- Super Ninja – serie TV, episodio 2x14 (2013)

## Doppiatrici italiane
Nelle versioni in italiano dei suoi film, Sabrina Bryan è stata doppiata da:
- Francesca Manicone in Una canzone per Cheetah Girls, Cheetah Girls 2, Cheetah Girls - Un solo mondo, Zack e Cody al Grand Hotel
- Alessia La Monica in Mamma Natale